# Elis
Elis (altgriechisch Ἦλις (f. sg.), dorisch Ἆλις Ális, eleischer Dialekt Ϝάλις Wális; Bedeutung wahrscheinlich Tal, siehe mykenisch e-nwa-ri-jo [= *en-walios]) ist eine historische griechische Landschaft auf der nordwestlichen Peloponnes. Die Einwohner werden Eleier genannt.
Das antike Elis mit der gleichnamigen Hauptstadt hatte im Altertum die Aufsicht über die Olympischen Spiele, hier trainierten die Athleten, bevor sie in Olympia zum Wettkampf antraten.

## Geographie
Die Landschaft Elis liegt im Nordwesten der Halbinsel Peloponnes als westliches Vorland der Bergregion Arkadien etwa zwischen den Flüssen Larisos und Neda. Die Landschaft ist überwiegend eben und besteht aus dem Schwemmland der Flüsse Peneios und Alpheios, die ins Ionische Meer entwässern, wo sich rund 20 Kilometer westlich der Peneios-Mündung die Insel Zakynthos aus dem Meer erhebt. Die Küstenebene setzt sich nördlich hinter Kap Araxos in Achaia fort und bildet die ausgedehnteste Ebene der Peloponnes. Östlich steigt das Gelände zu den zentralpeloponnesischen Gebirgen an, die höchste Erhebung liegt im Erymanthos-Massiv bei etwas über 2000 m, südwestlich davon erheben sich die Berge Lambia und Pholoe. An der südlichen Grenze zu Messenien erreicht das Minthi-Massiv 1345 m Höhe. Die Landschaft Elis ist stark erdbebengefährdet und verfügt über zahlreiche heiße Quellen, die auch therapeutisch genutzt werden.
Die Küste von Elis ist wenig gegliedert, einzig das felsige Kap Kyllini und Kap Katakolo ragen ins Meer hinaus. Südlich von Kap Katakolo erstreckt sich entlang der Bucht von Kyparissia mit rund 70 km Länge einer der längsten Sandstrände Griechenlands.
Der relative Regenreichtum der Gegend ermöglicht eine ausgedehnte Landwirtschaft in der Küstenregion, die Berge sind teilweise von Wäldern bedeckt, die wiederholt Waldbränden zum Opfer fielen.

## Geschichte

### Mythische Vorgeschichte
Die vorgriechische Bevölkerung wurde als Kaukonen bezeichnet. Früh zog das über See und Land gleichermaßen bequem zugängliche Gebiet andere Stämme an. Vermutet wurde, dass die Phönizier Handelsposten an der Küste innehatten. Als Belege werden etwa die Etymologie des Flusses Iardanos und der Umstand, dass sich Odysseus von den Phöniziern nach Elis schiffen lassen wollte, angeführt. Archäologische Funde, die dies stützen, kamen bisher nicht ans Licht. Östlichen Einfluss belegt ferner der Kult der Aphrodite Urania in der Stadt Elis und kretische Einflüsse lassen sich in den Kulten der idäischen Daktylen, etwa des Herakles Idaios, des Chronos und der Göttermutter in Olympia nachweisen.
Als erster griechischer Stamm in Elis galten in der Antike die Epeier, die mit den Aitolern verwandt waren. Sie siedelten in der gesamten Elis und auf den Echinaden vor der Mündung des Acheloos. Wie in der Antike üblich, führten die Einwohner von Elis ihre Abstammung auf mythische Könige zurück, hier auf einen ersten König Aethlios, der aus Thessalien eingewandert sei, seinen Sohn Endymion und dessen Nachkommen, darunter die Söhne Epeios und Aitolos. Tatsächlich gibt es auffällige Doppelungen bei geographischen Eigennamen in Thessalien und Elis, so die Flussnamen Peneios (Thessalien) / Peneios (Elis) und Enipeas (Thessalien) / Enipeas (Elis). Aitolos wurde der Sage nach in Nordgriechenland der Stammvater der Aitoler. Der Name der Eleier, deren Siedlungsgebiet sich auf den Norden der Landschaft beschränkte, wurde auf Eleios, einen Sohn aus der Verbindung von Endymions Tochter Eurykyda mit dem Meergott Poseidon, zurückgeführt. Dem Mythos gemäß folgte auf Eleios dessen durch eine Episode der Heraklessage bekannte Sohn Augias; dessen Sohn Polyxenos nahm laut dem Schiffskatalog mit drei anderen Fürsten, unter denen das Land aufgeteilt war, für die Griechen mit 40 Schiffen am Trojanischen Krieg teil. Bei Homer werden die Epeier und ihre südlichen Nachbarn, die Pylier als mächtige Königsherrschaften der westlichen Peloponnes geschildert. Eleier erwähnt Homer nicht, nennt das Gebiet der Epeier jedoch Elis.
Der Sage nach eroberten die Herakleiden zwei Generationen nach dem Trojanischen Krieg die Peloponnes und gaben Elis dem Aitoler Oxylos zur Herrschaft. Dieser Mythos reflektiert möglicherweise vage Erinnerungen an die Zeit der erneuten Zuwanderung von Aitolern während der Dorischen Wanderung (wahrscheinlich ab bzw. nach 1050 v. Chr.), aus denen sich die griechische Bevölkerung klassischer Zeit gebildet haben könnte. Jedenfalls bildeten sich in vorklassischer Zeit drei Herrschaftsgebiete in der Elis: im Norden die eigentliche oder die Hohle Elis (hē koilē Ēlis ἡ κοίλη Ἦλις, nach ihrer Muldenlage zwischen den angrenzenden Hügeln) im Norden, die Pisatis (nach der Landschaft Pisa) zwischen der Halbinsel Ichthys (heute Kap Katakolo) und dem Alpheios und schließlich Triphylia zwischen Alpheios und Neda, die ihren Namen nach Strabon dem Zusammengehen dreier Stämme (gr. tri- ‚drei‘ und phylos ‚Stamm‘), nämlich den Epeiern, Minyern und Eleiern, verdankt. Die Pisatis wird als Zusammenschluss von acht Städten geschildert, Triphylia soll aus sechs Städten bestanden haben. Das nordöstliche Bergland zwischen Eurymanthos und Pholoe trug den Namen Akroreia.

### Antike
In der altägyptischen Ortsnamenliste des Amenophis III. (14. Jahrhundert v. Chr.), steht Weleja (w3-jw-r-jj-i, Transkription ist strittig), ein Ort bzw. eine Region von Tanaja (= Peloponnes oder Mittel- und Südgriechenland), möglicherweise für Elis als Handelspartner und „Tributgeber“ des Neuen Reiches.
In mykenischer Zeit (ca. 1600–1050 v. Chr.) war Elis recht dicht besiedelt, vor allem entlang der Täler der Flüsse Peneios und Alpheios, wobei die meisten archäologischen Funde aus Nekropolen stammen. Im Gegensatz zu z. B. Messenien oder der Argolis konnte in Elis kein mykenisches Palastzentrum (s. auch Mykenische Palastzeit) entdeckt werden, das weitläufige Gebiete beherrschte und wirtschaftlich organisierte. Im Gegensatz zu den meisten anderen Regionen Griechenlands scheint es am Ende der sogenannten Mykenischen Palastzeit (um 1190/80 v. Chr.) auch keine einschneidende Zäsur oder demographische Verschiebungen zu geben. Es scheint sogar, dass Elis in dieser Periode (Späthelladikum III C, bis ca. 1070/50 v. Chr.) eine Blüte erlebte, worauf viele Funde aus Kammergräbern deuten. Für die Zeit zwischen dem späten 11. und dem 8. Jahrhundert v. Chr. ist die Zahl der Funde wesentlich geringer als für die mykenische Periode. Dies muss jedoch nicht unbedingt für eine starke Bevölkerungsabnahme in Elis sprechen, sondern könnte auch am Forschungsstand liegen, denn diese Zeit ist in Elis bislang wenig erforscht. Dort, wo umfangreichere Grabungen durchgeführt wurden – so in Olympia und in der Stadt Elis –, traten Funde aus der protogeometrischen und geometrischen Zeit zu Tage. Zudem erfolgten Bestattungen nun in Gruben-, Pithos- oder einfachen Steinkistengräbern, die z. B. bei Surveys nicht so auffällig sind, wie etwa Kammergräber. Zudem lagen die Gräber an anderen Orten als die mykenischen. Die Gräber enthielten zumeist Keramik, einfachen Schmuck und/oder Fibeln als Grabbeigaben.
Ab dem 8. Jahrhundert v. Chr. beherrschten die Eleier das gesamte elische Territorium, die Städte der Pisatis und Triphylias waren Periöken. Pisa, das ursprünglich die Aufsicht über die Olympischen Spiele innehatte, versuchte das an die Eleier verlorene Privileg zurückzuerhalten, was ihnen bei den achten Olympischen Spielen 747 v. Chr. auch gelang. Kurz danach wurden jedoch mit spartanischer Hilfe die Eleier wieder als Ausrichter der Spiele eingesetzt und ihre Herrschaft über Pisatis und Triphylia bestätigt. Im Zweiten Messenischen Krieg erhoben sich Pisa und Triphylia gegen Elis und schlugen sich auf die Seite Messeniens, während Elis Sparta unterstützte. Mit der Eroberung Messeniens durch Sparta müssen die abtrünnigen Gebiete jedoch an Elis zurückgefallen sein. Pausanias berichtet von weiteren Auseinandersetzungen zwischen Pisa und Elis, so während der 48. und der 52. Olympiade (588 v. Chr.), als der pisatische König Pyrrhos mit einigen anderen Städten nach Elis einmarschierte. Elis siegte in dieser Auseinandersetzung und zerstörte die angreifenden Städte völlig; zu diesem Zeitpunkt schwindet die Pisa aus der Geschichtsschreibung, bis sie im 4. Jahrhundert v. Chr. für einen kurzen Zeitraum neu gegründet noch einmal die Olympischen Spiele an sich riss. Bis in klassische Zeit prosperierte das Land der Eleier in Frieden.

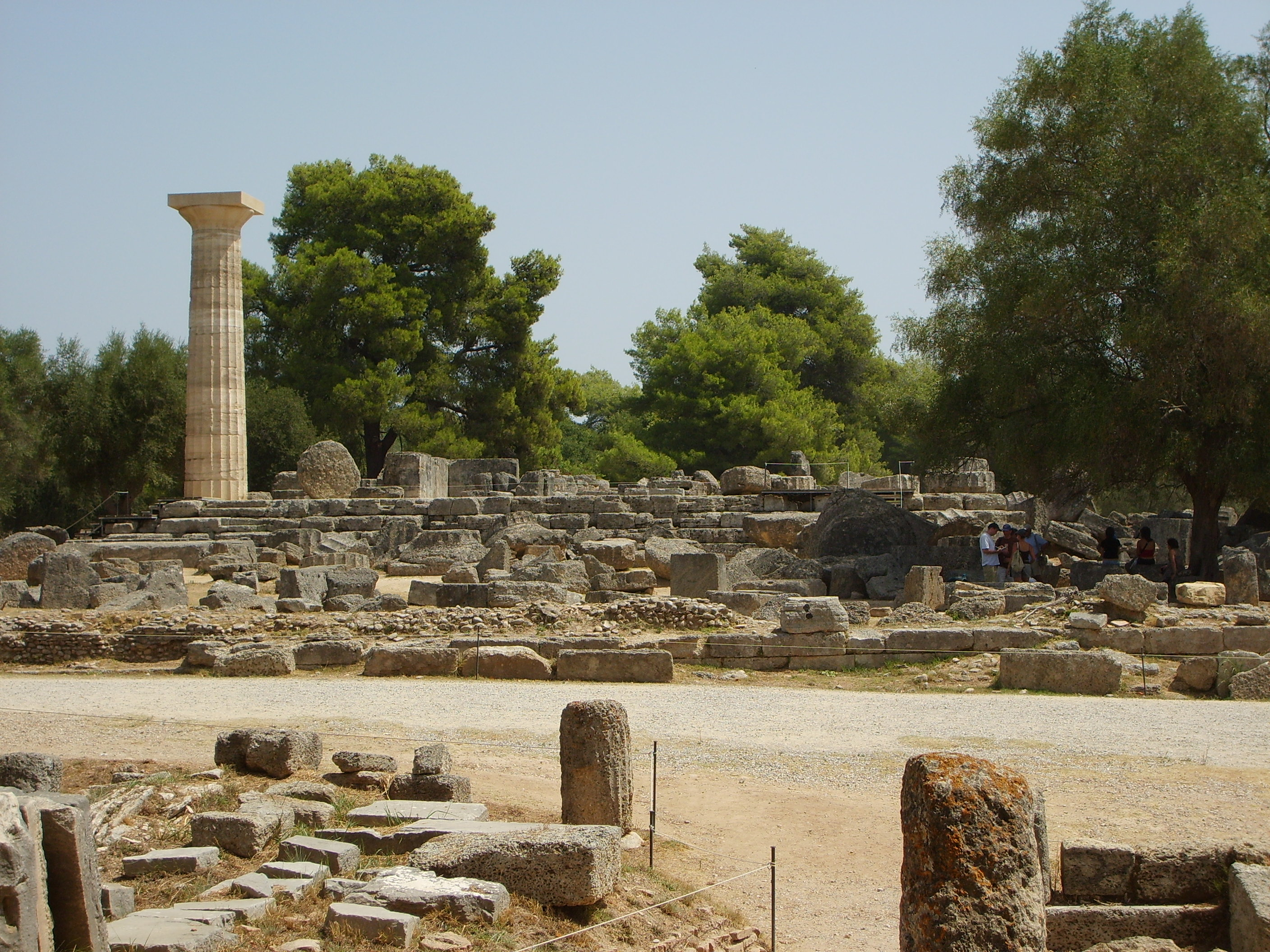
Zeus-Tempel in Olympia

Im ersten Jahrzehnt des Peloponnesischen Krieges waren die Eleier ein treuer Bündnisgenosse Spartas. Erst 421 v. Chr., als Sparta einen Aufstand der triphylischen Stadt Lepreon gegen Elis unterstützte, wechselte Elis die Fronten und schloss ein Bündnis mit Argos, Korinth und Mantineia, die mit Athen paktierten. Im darauffolgenden Jahr wurde Sparta, das während der Ekcheiria noch Truppen nach Lepreon verlegt hatte, wegen Nichtzahlung eines Strafgeldes von den Olympischen Spielen ausgeschlossen. Bei der Schlacht von Mantineia 418 v. Chr. zerbrach das eben geschlossene Bündnis nach der Niederlage gegen Sparta, das Verhältnis zwischen Elis und Sparta blieb jedoch gespannt. Nach dem Ende des Krieges forderte Sparta hohe Geldzahlungen für die Aufwendungen des Krieges gegen Athen und den Verzicht auf die abhängigen Städte im Süden; als Elis dies ablehnte, wurde es in einem dreijährigen Krieg, durch den Elis die Vorherrschaft über Triphylia, Lasion und die Städte der Akroreia verlor, in das Bündnis mit Sparta erneut gezwungen.
Durch die Schlacht bei Leuktra 371 v. Chr. gewann die Elis ihre Selbständigkeit zurück und konnte auch die Periökenstädte bis zum Alpheios zurückerlangen, Triphylia und Lepreon fielen jedoch an den Arkadischen Bund. Die Auseinandersetzungen mit Arkadien prägten die nächsten Jahrzehnte, so hielten die Arkader 366–363 v. Chr. Olympia besetzt und versuchten, hier eine neue, ‚pisatische‘ Herrschaft über die Spiele zu begründen; während der 104. Olympischen Spiele 364 v. Chr. kam es zur bewaffneten Auseinandersetzung zwischen Elis und dem Arkadischen Bund. Letzterer gewann die militärische Auseinandersetzung, musste jedoch zwei Jahre später Elis die vollen Rechte über die Spielleitung zurückgeben, nachdem Plünderungen von Arkadern im Heiligen Bezirk Olympias von Mantineia und einigen arkadischen Städten als Sakrileg abgelehnt wurden.
In der zweiten Hälfte des 4. Jahrhunderts v. Chr. begann für Elis eine unruhige Zeit. Der Wechsel zwischen Unterstützung und Auflehnung gegen die aufkommende makedonische Vorherrschaft über Griechenland ging einher mit Auseinandersetzungen im Inneren, die bald eine oligarchische Herrschaft, bald eine Tyrannis begünstigten. 217 v. Chr. trat die Elis dem Bündnis der Aitoler mit Rom bei. Ein direktes Bündnis mit Rom 196 v. Chr. und der Beitritt zum Achaiischen Bund 191 v. Chr., womit die staatliche Eigenständigkeit der Elis endete, bestärkten die antimakedonische Haltung und sorgten für eine günstige Behandlung durch Rom nach dem Sieg in den Makedonisch-Römischen Kriegen. 146 v. Chr. wurde Elis der römischen Provinz Achaea einverleibt. Durch ihre Bedeutung als Austragungsort der Olympischen Spiele, deren Erbe Rom zu erhalten trachtete, behielt Elis eine herausragende Bedeutung, die besonders in der römischen Kaiserzeit durch einige Besuche römischer Herrscher manifestiert wurde. Mit einem zerstörerischen Überfall der Heruler 267 und dem Verbot der Spiele durch Theodosius I. und die Verschleppung der Zeus-Statue des Phidias nach Konstantinopel im Jahr 393 endete die Bedeutung der Olympischen Spiele.

### Spätantike und frühes Mittelalter

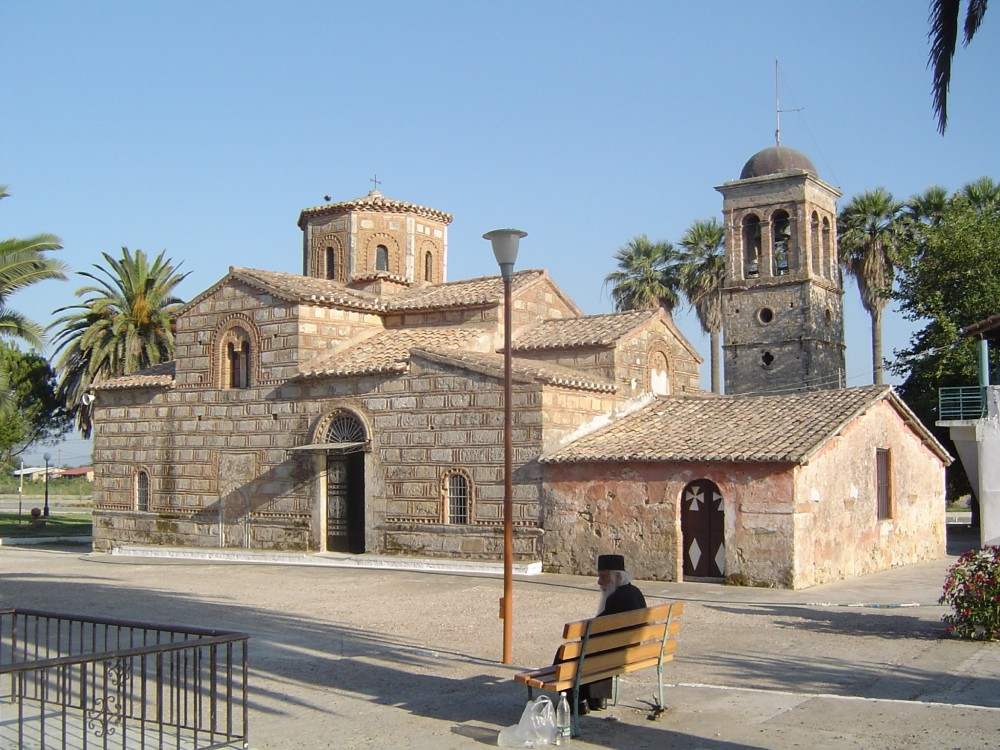
Kirche Kimisis tis Theotokou in Gastouni, Ende 12. Jh.

Die letzten Jahrhunderte der Antike brachten mehrfach Zerstörung nach Elis, das nun periphere Provinz des Oströmischen Reiches war. 395 erreichte der Westgotenkönig Alarich I. auf seinem Feldzug durch Griechenland die Region, wurde 397 auf dem Plateau des Pholoe durch den weströmischen General Stilicho gestellt und vertrieben. Zu Beginn des 5. Jahrhunderts war die Bevölkerung offenbar so verarmt, dass sie unter Theodosius II. einen Steuernachlass erhielt. Theodosius verfügte 426 erneut die Zerstörung sämtlicher heidnischer Tempel und beendete den Kult in Olympia damit wohl endgültig. Erneute Plünderungen durch Vandalen 467 und schwere Erdbeben 522 und 551 zerstörten die Siedlungen der Elis vollständig. Ab 612 begann nachweislich die kontinuierliche Slawische Besiedlung im Nordwesten der Peloponnes, die sich nach der Gegenoffensive des Byzantinischen Heers im 8. Jahrhundert dauerhaft mit der alten griechischen Provinzialbevölkerung mischten. Eine größere historische Bedeutung der nun rein ländlichen Elis ergab sich im frühen Mittelalter nicht.

### Die fränkische Herrschaft 1206–1460

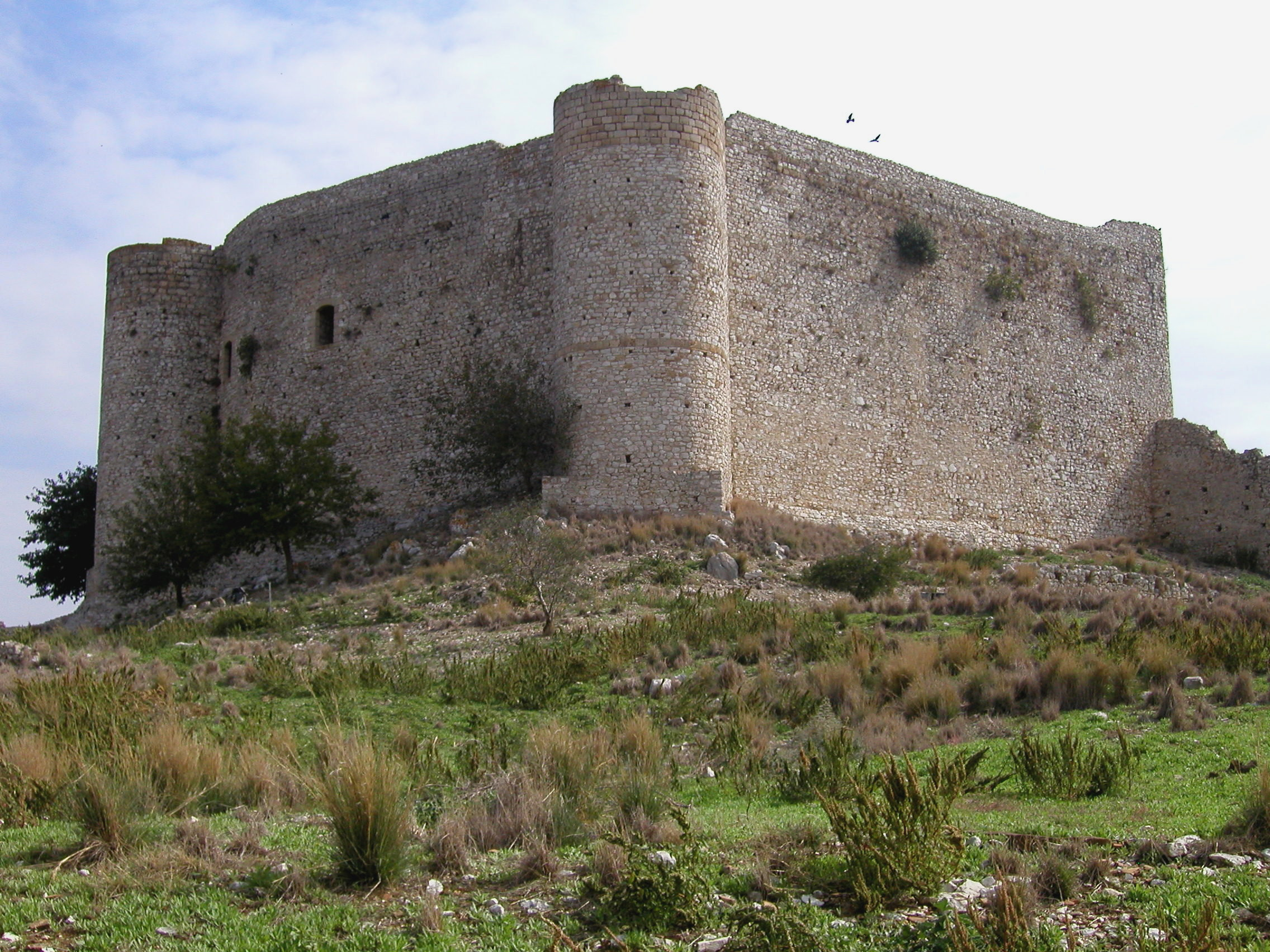
Innere Anlage der Burg Chlemoutsi, 1223

Nach dem Vierten Kreuzzug landeten 1206 Wilhelm I. von Champlitte und Gottfried I. von Villehardouin bei Kap Kyllini und eroberten von hier aus den größten Teil der Peloponnes, die inzwischen (nach den landschaftsprägenden Maulbeerbäumen) Morea hieß. Elis wurde das Kerngebiet des von ihnen errichteten ‚fränkischen‘ Fürstentums Achaia, eines mittelalterlichen Feudalstaats, der sich in 12 Baronien gliederte und von Andréville (heute Andravida) in der Peneios-Ebene aus verwaltet wurde. Sitz der Fürsten wurde das in moderner westlichen Festungsarchitektur errichtete Château Clairmont (Chlemoutsi), über den Hafen Clairence (gr. Glarentza, heute Kyllini) wurde der Handel mit Westeuropa, vor allem Italien abgewickelt. Auch wenn die herrschende französischsprachige Schicht die Leibeigenschaft der griechischen Bauern teilweise zum eigenen höfischen Prachtleben ausnutzte und der Zisterzienserorden die orthodoxe Geistlichkeit vertreiben und die Bevölkerung katholisieren wollte, brachte die Orientierung des Staates nach Westeuropa einen gewissen Aufschwung für Handel und Kunst. Viele Ortsnamen in Elis gehen auf die fränkische Zeit zurück, darunter Vartholomio und Gastouni.

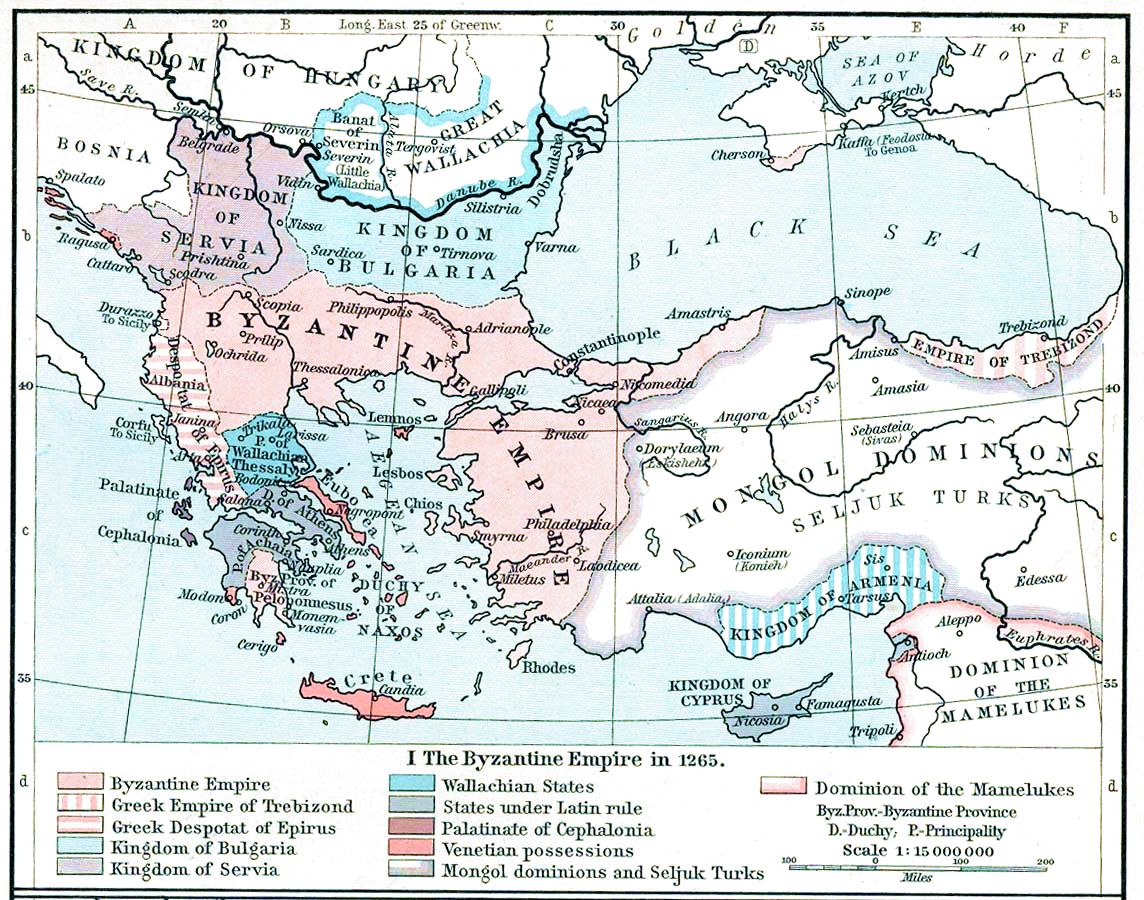
Territoriale Verhältnisse in Griechenland 1265

Die Herrschaft der Villehardouin konnte sich jedoch nur wenige Generationen erhalten. Nach 1261 errichtete das restituierte Byzantinische Reich das Despotat Morea, das von Mystras aus als Sekundogenitur verwaltet wurde. Andravida wurde 1263 und 1264 vom Bruder des Kaisers, Konstantinos Palaiologos und Michael Kantakuzenos erobert. Die Elis konnte aber zunächst von den katholischen Herrschern – nun mit der Hauptstadt Glarentza – gehalten werden: Wilhelm II. von Villehardouin hatte sich Karl I. Anjou unterworfen, der so auch Fürst von Achaia wurde. Wilhelms Tochter Isabelle de Villehardouin wurde mit einem Sohn Karls verheiratet, der früh starb. Ab 1296 herrschte Karls Sohn Philipp von Tarent.
Mathilde von Hennegau, die Tochter aus der zweiten Ehe Isabellas mit Florenz von Hennegau und ihr dritter Ehemann, Ludwig von Burgund erhielten Achaia 1307 zurück. 1315 eroberte Ferdinand von Mallorca Glarentza und beanspruchte Achaia für seinen unmündigen Sohn, einen Nachkommen der Villehardouins. Ein Jahr später verlor er bei der Schlacht bei Manolada gegen Ludwig seine Herrschaft und sein Leben. Nach Johann von Durazzo, der 1322 bis 1333 herrschte, stand die Region unter verschiedenen Herrschern aus dem Haus Anjou, 1432 schließlich fiel sie die Byzantiner zurück, die die Peloponnes jedoch nur bis 1460 halten konnten; nach der Eroberung von Konstantinopel eroberte das Osmanische Reich das Gebiet.

## Sehenswürdigkeiten
Ausgrabungen in Elis wurden vom Österreichischen Archäologischen Institut und von der Archäologischen Gesellschaft zu Athen durchgeführt. Die markanteste Ruine ist die des antiken Theaters. Elis besitzt ein kleines archäologisches Museum.
Im Heiligtum des Zeus in Olympia wurden die Olympischen Spiele der Antike ausgerichtet. Im Archäologischen Museum Olympia werden die Funde aus dem Heiligtum gezeigt.